# Suite des erreurs et de la vérité
 (juillet 2025).
Si vous disposez d'ouvrages ou d'articles de référence ou si vous connaissez des sites web de qualité traitant du thème abordé ici, merci de compléter l'article en donnant les références utiles à sa vérifiabilité et en les liant à la section « Notes et références ».
Suite des erreurs et de la vérité ou Développement du livre des hommes rappelés au principe universel de la science est un texte de Charles de Suze paru en 1784 en réponse au livre de Louis-Claude de Saint-Martin Des Erreurs et de la vérité, paru en 1775.

## Auteur
L'auteur mentionné sur la page de titre est « Par un Ph... Inc... », soit un Philosophe inconnu qui était, précisément, le surnom choisi par Saint-Martin lui-même. Celui-ci niait être l'auteur du livre et renvoyait à Suze.
Cette Suite se trouve insérée dans le recueil des œuvres de Saint-Martin, paru à titre posthume en 1808 (Londres, Imprimerie de la Société Philosophique, 1808).